# Erich Segal
Erich Wolf Segal (ur. 16 czerwca 1937 w Brooklynie, zm. 17 stycznia 2010 w Londynie) – amerykański pisarz, scenarzysta i naukowiec.

## Życiorys

### Młodość
Był synem rabina. Uczęszczał do Midwood High School w Brooklynie (Nowy Jork), na co jego ojciec zgodził się pod warunkiem obecności na wykładach wieczorowych w miejskim żydowskim seminarium teologicznym. Następnie studiował filologię klasyczną na Uniwersytecie Harvarda. W 1965 uzyskał doktorat w zakresie komparatystyki literackiej.

### Kariera naukowa
Segal był profesorem literatury greckiej i łacińskiej na uniwersytetach Harvarda, Yale i w Princeton. Wykładał też jako profesor wizytujący w Kolegium Dartmoutha i na Uniwersytecie Ludwika i Maksymiliana w Monachium. Pod koniec życia wykładał w Wolfson College w Oksfordzie. Zajmował się głównie dramatem antycznym, a w szczególności komedią. Był autorem wielu publikacji naukowych, w tym syntetycznej historii komedii od czasów antycznych po współczesność (The Death of Comedy). Przetłumaczył na angielski, między innymi, cztery komedie Plauta.
Był niezwykle popularnym wykładowcą – na jego wykłady przychodziło niekiedy 600 studentów. Odmówiono mu jednak tenury na Yale i choć oficjalnym powodem było nadmierne zaangażowanie w działalność pozauniwersytecką, jednak uważa się, że rzeczywistym powodem była zawiść środowiska uniwersyteckiego zazdrosnego o jego popularność jako pisarza.

### Kariera pisarska
W 1967, na podstawie powieści Lee Minoffa, Erich Segal napisał scenariusz do pełnometrażowego filmu animowanego opartego na muzyce The Beatles, Żółta łódź podwodna.
W późnych latach sześćdziesiątych, Segal był współautorem różnych scenariuszy, napisał też samodzielnie scenariusz romantycznej opowieści o miłości studenta Harvardu i studentki z Radcliffe College (związanego z Harvardem żeńskiego college’u), nie udało mu się jednak go sprzedać. Agent namówił go na przerobienie scenariusza na powieść, która ukazała się pod tytułem Love Story i w rezultacie okazała się wielkim sukcesem (później została również sfilmowana pod tym samym tytułem). Książka była jedną z najlepiej sprzedających się w Stanach Zjednoczonych powieści lat siedemdziesiątych i została przetłumaczona na ponad 20 języków. 
W przeciwieństwie do publiczności, krytycy przyjęli ją źle. Doszło do tego, że gdy została nominowana do National Book Award jury zagroziło zbiorową dymisją, jeśli nominacja nie zostanie wycofana. Z kolei film przyciągnął rekordową widownię w 1971.
W 1977 Segal napisał sequel powieści Love Story – Opowieść Olivera, która również została sfilmowana.
Zasiadał w jury konkursu głównego na 24. MFF w Cannes (1971). 
Jego powieść Absolwenci z 1985 – saga oparta na roczniku 1958 Harvardu (tym samym, co rocznik Segala) – także okazała się bestsellerem oraz wygrała liczne nagrody literackie we Francji i we Włoszech. Powieść Doktorzy to kolejny bestseller New York Timesa.
Akcja wielu powieści Segala (m.in. Love story, Absolwenci, Nagrody) rozgrywa się w środowisku uniwersyteckim, a w szczególności – przynajmniej częściowo – na Harvardzie. Przewija się tam też wątek „mezaliansu” – związku WASPa z przedstawicielem mniejszości narodowych i religijnych.

## Życie prywatne
Segal zawarł w 1975 związek małżeński z Karen Marianne James, z którego urodziły się dwie córki.
Przez 25 lat Segal cierpiał na chorobę Parkinsona. Zmarł w swoim londyńskim domu na zawał serca.

## Książki przełożone na język polski
- „Love Story, czyli o miłości” – tłum. Anna Przedpełska-Trzeciakowska (1972) (wydana również jako „Opowieść miłosna”, oryg. „Love Story”, 1970, tłum. Grzegorz Kołodziejczyk)
- „Opowieść Olivera” („Oliver’s Story”, 1977, tłum. Jarosław Sokół)
- „Mężczyzna, kobieta i dziecko” (wydana również jako „Kobieta, mężczyzna, dziecko”, oryg. „Man, Woman and Child”, 1980, przekłady polskie Jarosława Sokoła i Piotra Jankowskiego)
- „Absolwenci” („The Class”, 1985, tłum. Jarosław Sokół)
- „Doktorzy” („Doctors”, 1988, tłum. Maria Streszewska)
- „Akty wiary” („Acts of Faith”, 1992, wspólne tłum. Elżbieta Piotrowska-Zychowicz i Witold Nowakowski)
- „Nagrody” („Prizes”, 1995, tłum. Barbara Cendrowska)
- „Ostatni akord” („Only Love”, 1997, tłum. Elżbieta Zychowicz)
- „Bez sentymentów („No Love Lost”, 2001, tłum. Witold Nowakowski)

## Filmografia
- „Żółta łódź podwodna” (1968); autor scenariusza adoptowanego
- „The Games” (1970); autor scenariusza adoptowanego
- „R.P.M.” (1970); autor scenariusza oryginalnego
- „Love Story” (1970); autor powieści i scenariusza
- „Jennifer on My Mind” (1971); autor scenariusza adoptowanego
- „Historia Olivera” (1978); autor powieści i scenariusza
- „Zmiana pór roku” (1980); współautor scenariusza oryginalnego
- „Kobieta, mężczyzna i dziecko” (1983); autor powieści i scenariusza

## Wybrane prace naukowe
- „Roman Laughter: The Comedy of Plautus”, Cambridge, Massachusetts, 1968
- „Greek tragedy. Modern essays in criticism”, New York 1983
- (wspólnie z Fergusem Millarem) „Caesar Augustus: Seven Aspects”, Oxford 1984
- „The Death of Comedy”, Cambridge, Mass., 2001